# Noms de la pomme de terre
Les noms donnés à la pomme de terre sont très diversifiés et reflètent l'histoire de la diffusion de ce tubercule dans le monde.

## Noms amérindiens

### Papa
Lorsque les Espagnols ont découvert la pomme de terre au Pérou au début du XVIe siècle, ils ont très vite retenu le nom local le plus fréquent, la papa, terme du quechua qui était la langue véhiculaire de l'Empire inca. Dans cette langue, papa désignait tout type de tubercule à l'exception de l'oca.
Papa est toujours usité en espagnol pour désigner la pomme de terre dans les pays hispanophones d'Amérique latine, mais a été supplanté par patata en Espagne, sauf dans les îles Canaries et dans une partie de l'Andalousie.

### Autres noms amérindiens
La pomme de terre possède de nombreux noms différents dans les langues amérindiennes qui étaient parlées dans son aire d'origine,, :
| Langues                           | Pays, régions                          | noms                                |
| --------------------------------- | -------------------------------------- | ----------------------------------- |
| aguaruna                          | Pérou (Amazonie)                       | moy papa, pua, quinqui              |
| Asháninka                         | Pérou (Amazonie)                       | catzari, mojaqui, mosaki, tseri     |
| mapudungun (araucan ou mapuche)   | Chili, île de Chiloé                   | poñi, poñu                          |
| kunza (atacamenõ, langue éteinte) | Chili (Atacama)                        | chusli                              |
| aymara                            | Bolivie, Pérou                         | choque, chu'uqi                     |
| aymara                            | Bolivie, Pérou, région du lac Titicaca | amqa, amcca, anka, kea              |
| cayapa                            | Équateur, province d'Esmeraldas        | pulu, pulyu                         |
| chinchay suyu                     | Pérou                                  | akkauro, kauri                      |
| chono (langue éteinte)            | Chili, archipel des Chonos             | aquina                              |
| muisca ou chibcha                 | Colombie                               | iomza, iomuy, iomy                  |
| páez                              | Colombie, département de Cauca         | caca, kaca                          |
| quechua                           | Pérou, département de Junín            | akshu, accsu                        |
| uru-chipaya                       | Bolivie                                | kurao, kara, kesia                  |
| yuracaré                          | Bolivie                                | cotohue, cuinire, obe, pospo, puspu |

## Assimilation à d'autres végétaux

### Patate
En français, « patate » a d'abord désigné la patate douce (Ipomoea batatas) (famille des Convolvulacées), terme emprunté à l'espagnol patata. Ce mot espagnol est une sorte d'« hybride » entre papa qui désignait la pomme de terre en quechua et batata, nom de la patate douce en taïno
Le terme « patate », qui appartient aujourd'hui au registre familier en France, apparait pour la première fois dans ce pays sous la forme savante, dans Navigation & découvrement de l'Inde supérieure & îles de Malucque où naissent les clous de girofle d'Antoine Pigaphetta qui y relate, en 1529 le grand voyage de Magellan (1519-1522)
Dans la réédition de 1732 du Dictionnaire universel françois & latin d'Antoine Furetière, paru à l'origine en 1690, on trouve le mot « patate » décrivant le topinambour mais aussi un autre tubercule, bien différencié par l'auteur : la pomme de terre.
« Le terroir de Malgue ou Malaga en Espagne porte des patates fort estimées. La patates sont
rondes, & viennent par nœuds, comme les taupinambours ; mais les patates se nourrissent en
terre sans racine. On cuit les patates au four ou sous la cendre. II faut les assaisonner
de sucre et de vin, parce-qu'elles sont pâteuses ».
Au Québec, l'emploi de « patate » pour désigner la pomme de terre est un canadianisme apparu après 1765, lié au développement de la culture de la pomme de terre qui a suivi la conquête anglaise.
L'espagnol patata a été emprunté par de nombreuses langues européennes ou non européennes : ainsi on trouve patata en italien, grec (πατάτα), basque et catalan, patate, petote, pètote, patake en wallon, patatas en tagalog ; patates en turc, potato en anglais, tatws en gallois, patatez en breton, potet en norvégien, batata en portugais, pataca en galicien, patana en occitan, patate en pandunia, práta en gaélique , potatis en suédois et en arabe baṭātis (بطاطس) ou baṭāṭā (بطاطا).

### Truffe
Différents auteurs ont aussi comparé à la truffe ce légume d'un type alors nouveau pour les Européens.
Des noms dérivés de « truffe » désignent la pomme de terre, par exemple : trunfa en aragonais, trumfa dans les dialectes septentrionaux du catalan, trufa, trufòla ou tartifla dans certains dialectes comme en occitan auvergnat,. Les termes troufe et truke furent utilisés en wallon et « patate trufle » dans le nord-ouest de la France.
Quand les Espagnols introduisirent les premières pommes de terre en Italie au XVIe siècle, les Italiens les appelèrent tartufoli (petites truffes). Ce nom, par l'intermédiaire de la forme Tartuffel, est à l'origine du terme allemand  Kartoffel et de ses dérivés : cartouche, cartoufle et tartouf(l)e en wallon, cartof en roumain, kartof (картоф) en bulgare, kartófel’ (картофель) en russe, kartoffel en danois, kartul en estonien, kartafla en islandais, kartupel en letton et kartofl en yiddish ou judéo-allemand, tartifle en Savoie et dans l'aire arpitane en général (qui a donné le nom de tartiflette, plat à base de pommes de terre et lardon. En français le terme « cartoufle » est employé par Olivier de Serres.

### Pomme de terre
« Pomme de terre » est une expression figée qui constitue un nom composé, désignant le tubercule mais aussi la plante elle-même. Calquée sur le latin malum terrae, cette expression  est attestée en français depuis 1488 pour désigner diverses plantes à tubercules ou bulbes, telles le cyclamen ou l'aristoloche, ou à gros fruits ronds comme la courge. 
Elle a désigné ensuite le topinambour, probablement sous l'influence du néerlandais aardappel, littéralement  « pomme de terre ».
Par la suite, le topinambour a pris son nom actuel à la suite de l'exhibition à Paris d'Amérindiens de la tribu des Tupis.
Le nom de « pomme de terre » appliqué à Solanum tuberosum est attesté dès 1716 dans Relation du voyage de la mer du Sud aux côtes du Chili, du Pérou et de Brésil, fait pendant les années 1712, 1713 1714 d'Amédée François Frézier qui « désignait aussi les Papas des Indiens du Chili sous les dénominations de Pommes de terre ou Taupinambours ». 
On le trouve aussi dans le Traité de la culture des terres, tome sixième, de Henri Louis Duhamel du Monceau publié en 1761 .
Le terme s'est définitivement imposé  à partir de 1773, notamment sous l'action de popularisation de ce tubercule entreprise par Parmentier. L'expression « Pomme de terre » est entrée dans le dictionnaire de l'Académie française dans sa sixième édition en 1835.
On retrouve l'expression « pomme de terre » transposée en d'autres langues : pèn’tière en wallon par altération de « pun de terre » , aardappel en néerlandais et les diverses variantes de Erdapfel dans les dialectes méridionaux de l'allemand (en Autriche, en Suisse, en Haute Alsace et dans le sud de l'Allemagne). terpomo en espéranto, pòmm da tera en dialecte lombard, aval-douar en breton.

### Poire de terre
L'appellation « Poire de terre » fut également employée ; elle se retrouve sous la forme de Grundbirne en allemand, variante Grumbee en allemand d'Alsace et du Palatinat, gromper en allemand luxembourgeois, des colons de ces régions ont apporté la plante et le nom dans les Balkans d'où krumpli en hongrois, krumpir en croate, krompira en serbe, krompirja en slovène. De là viennent aussi les noms wallons crompîre, crombîre, crambîre, clombîre, rambîre et tombîre.
Cette métaphore a également été transposée en suédois sous la forme de Jordpäron, qui fut le premier nom de la pomme de terre en Suède.

### Bulbe
Dans les pays slaves, la pomme de terre est aussi désignée par des termes dérivés du grec bolbos (βολβός) qui désigne aussi bien les plantes à bulbes qu'à tubercules. On trouve ainsi bulba (Бульба) en  russe, biélorusse et  ukrainien, et bulvė en lituanien. Ce terme a pu se répandre vers la fin du XVIIIe siècle par l'entremise de commerçants grecs voyageant dans l'empire ottoman.

## Noms dérivés de patronymes
En France, le terme de « parmentière » désignant la pomme de terre est apparu dans le dictionnaire de Boiste en 1812.  
Malgré les efforts de certains auteurs pour populariser ce terme en hommage à Antoine Parmentier, il n'est jamais vraiment entré dans l'usage courant. Cependant « Parmentier » ou « à la Parmentière » est resté un terme désignant des préparations culinaires à base de pommes de terre, par exemple dans potage Parmentier, hachis parmentier, garniture Parmentier ou œufs pochés Parmentière.
En Iran, l'une des appellations de la pomme de terre apparue en 1803 est  آلوئی مالکم (ālū-i malqalm). Cette expression, littéralement « prune de Malcolm », dérive du nom de Sir John F. Malcolm qui fut plénipotentiaire de la Compagnie anglaise des Indes orientales en Perse et à qui est attribué le mérite de l'introduction de la pomme de terre dans le pays.

## Noms liés à des origines géographiques
Dans le centre de la Wallonie, « canada » est l'un des noms vernaculaires de la pomme de terre. Son origine vient du syntagme « topinambour du Canada », ultérieurement abrégé en « canada » qui s'appliquait dès le XVIIe siècle au topinambour.
Le nom hongrois de la pomme de terre, « burgonya », dérivé de Bourgogne, de même que le nom tchèque, « brambor » (ainsi que d'autres noms locaux de la pomme de terre en Tchéquie, tels que brambury, branibory, brambery, bambry), dérivés de Brandenburg (on trouve aussi bandraburca en roumain et panbowka en polonais), reflètent les origines géographiques du tubercule lors de son introduction en Europe centrale.
Le nom japonais de la pomme de terre, « jaga-imo », dérivé de jagatara-imo, c'est-à-dire « tubercule de Djakarta », se réfère à la source de la première introduction de la pomme de terre, apporté en Indonésie par les Néerlandais qui s'installèrent à Djakarta en 1619. On trouve aussi en japonais orando-imo, soit « tubercule de Hollande »

### Noms chinois
En Chine, la pomme de terre a reçu de multiples noms, notamment les suivants : 马铃薯 mǎlíngshǔ, 土豆 tǔdòu, 山药蛋 shānyàodàn, 洋芋 yángyù, 洋山芋 yángshānyù, 薯仔 shǔzǐ.
马铃薯 mǎlíngshǔ est le terme officiel et formel. Originaire du sud de la Chine, il signifie « patate-grelot » (马铃 maling, c'est le grelot, un objet connu en Chine depuis des milliers d'années), probablement à cause de la forme de grelots des tubercules de pommes de terre anciennes.
土豆 tǔdòu est le vocable courant dans le nord-est (c'est-à-dire au nord du Yangzi Jiang, le fleuve bleu) et notamment à Pékin. Il signifie « fève de terre ».
Les autres noms sont des vocables régionaux, qui illustrent la diversité des comparaisons utilisées pour nommer la pomme de terre, tubercule inconnu en Chine avant le XVIIe siècle et qui a été comparé notamment avec la patate douce, 薯 shu, la fève, 豆 dòu, le taro, 芋 yù, l'œuf, 蛋 dàn. Outre les analogies de forme, ces noms donnent parfois des indications sur l'origine du tubercule, ainsi 荷兰薯 helanshu, usité dans le sud-est de la Chine, signifie « patate hollandaise ».

## Noms scientifiques
Les premiers noms botaniques donnés à la pomme de terre reflètent les hésitations des savants de l'époque sur sa nature et son origine :
- Papus orbiculatus ou Papus hyspanorum  (John Gerarde, Catalogus arborum, 1596) ;
- Battata virginiana (John Gerarde, The Herball or Generall Historie of Plantes, 1597) ;
- Arachidna Theoph. fortè ou Papas Peruanorum (Charles de l'Écluse, Rariorum plantarum historia, 1601).

C'est le botaniste bâlois Gaspard Bauhin qui le premier attribue à la pomme de terre le nom de Solanum tuberosum dans son ouvrage Phytopinax seu Enumeratio plantarum (1596), nom allongé en 1620, puis en 1623, sous la forme Solanum tuberosum esculentum, (morelle tubéreuse comestible),. 
Ce nom, repris et confirmé dans  la nomenclature binomiale de Linné dans Species Plantarum (1753), est resté comme le nom scientifique de l'espèce.
- Battata tuberosa Hill, 1768[40]
- Parmentiera edulis Raf., 1840[41]
- Lycopersicon tuberosum (L.) Mill., 1768[42]
- Solanum esculentum Neck., 1768[43]

## Noms de variétés
Les noms de variétés cultivées, ou cultivars, sont régis par le Code des plantes cultivées. Ils se composent du nom de taxon botanique, en latin (exemple : « Solanum tuberosum ») ou en langue vernaculaire (« pomme de terre ») suivi d'une épithète de cultivar. Ce dernier est normalement en langue vernaculaire, ne se traduit pas et s'écrit dans une typographie différente : en caractère romains et pas en italiques, placé entre guillemets simples, avec une majuscule au début de chaque mot (exemple : «  pomme de terre 'Early Rose' »),.

## Appellations culinaires
En cuisine, en ce qui concerne des préparations, des mets, des accompagnements ou des plats, le terme « pommes de terre » n'est pas toujours utilisé tel quel. Il est souvent remplacé seulement par le mot « pommes » : seul « hareng, pommes à l'huile » ou bien avec des qualificatifs ou des expressions telles que « frites » (employé également seul, bien sûr), « sautées » (tranches fines dans une poêle cuites dans de la matière grasse à feu vif), « rissolées » (dés de pommes de terre cuits à feu doux dans de la matière grasse), « soufflées » (frites deux fois), « purée » (employé également seul, bien sûr), « au four » ou encore « Dauphine » « dauphine » ou « dauphines » (boulettes de purée frites légères), « Duchesse » ou « duchesse » (purée et œufs), « Anna » (en gratin), « Pont-Neuf » (expression historique et élégante pour désigner des frites), etc.
Une exception parmi d'autres, « pommes de terre en robe des champs » ou « pommes de terre en robe de chambre » (cuites et servies avec leur peau), seconde expression aujourd'hui vieillie.